# MTV Europe Music Award voor Best Belgian Act
Hieronder volgt een lijst van de winnaars en genomineerden van de MTV Europe Music Award voor Beste Belgische Act . 
De winnaar wordt elk jaar bekendgemaakt in Plein Publiek te Antwerpen, enkele dagen voor de officiële MTV Europe Music Awards. 

## 2010-heden
| Jaar | Winnaar                   | Genomineerden                                                    | Pre-nominatie                                         |
| ---- | ------------------------- | ---------------------------------------------------------------- | ----------------------------------------------------- |
| 2010 | Geen Belgische winnaar    |                                                                  |                                                       |
| 2011 | dEUS                      | - Goose - Stromae - The Subs - Triggerfinger                     |                                                       |
| 2012 | Milow                     | - dEUS - Netsky - Selah Sue - Triggerfinger                      |                                                       |
| 2013 | Stromae                   | - Lazy Jay - Netsky - Ozark Henry - Trixie Whitley               |                                                       |
| 2014 | Dimitri Vegas & Like Mike | - Stromae - Netsky - Triggerfinger - The Oddword                 | - Hooverphonic - Milow - The Magician - Dr. Lektroluv |
| 2015 | Dimitri Vegas & Like Mike | - Selah Sue - Lost Frequencies - Netsky - Oscar and the Wolf     |                                                       |
| 2016 | Emma Bale                 | - Lost Frequencies - Laura Tesoro - Woodie Smalls - Tourist LeMC |                                                       |
| 2017 | Loïc Nottet               | - Bazart - Coely - Lost Frequencies - Oscar & The Wolf           |                                                       |
| 2018 | Dimitri Vegas & Like Mike | - Angèle - DVTCH NORRIS - Emma Bale - Warhola                    |                                                       |
| 2019 | MATTN                     | - Blackwave - IBE - Tamino - Zwangere Guy                        |                                                       |
| 2020 | Angèle                    | - Blackwave - IBE - Lost Frequencies - OT                        |                                                       |

## Meeste prijzen en nominaties

### Nominaties
- 4 : Netsky, Lost Frequencies
- 3 : Dimitri Vegas & Like Mike, Stromae, Triggerfinger
- 2 : Emma Bale, Selah Sue, Milow, dEUS, Oscar and the Wolf, Blackwave, Angèle, IBE

### Gewonnen
- 3: Dimitri Vegas & Like Mike